# ジャン・アールツ
ジャン・アールツ（Jean Aerts、1907年9月8日 – 1992年6月15日）は、ベルギー・ラーケン出身の自転車競技（ロードレース）選手。

## 主な実績
1927年
世界選手権自転車競技大会・アマチュアロードレース優勝。
1928年
アムステルダムオリンピック・ロードレース11位
世界選手権・アマロード 3位の後、プロに転向した。
1929年
カタルーニャ一周 総合2位、区間5勝
1930年
ツール・ド・フランス 区間1勝(第6)
1931年
パリ〜ブリュッセル
1932年
ツール・ド・フランス 総合13位、区間1勝(第1)
1933年
ツール・ド・ベルギー 総合優勝、区間3勝
ツール・ド・フランス 総合9位、区間6勝(第4、15、17、19、20、21)
1935年
世界選手権自転車競技大会・プロロードレース 優勝
ツール・ド・フランス 区間4勝(4、8、10、19)
1936年
 ベルギー選手権・個人ロードレース 優勝
1937年
ブリュッセル6日間レース 優勝
パリ6日間レース 優勝
1941年
 ベルギー選手権・ドミフォン 優勝
1942年
 ベルギー選手権・ドミフォン 優勝